# Los Angeles Times
Лос Анђелес тајмс (енгл. Los Angeles Times) су дневне новине из Лос Анђелеса, а дистрибуирају се у западном делу Сједињених Држава. Лос Анђелес тајмс има тираж од преко 800.000 примерака, што га сврстава одмах иза Њујорк тајмса.